# Sieć korporacyjna
Sieć korporacyjna – sieć komputerowa będąca własnością przedsiębiorstwa lub grupy przedsiębiorstw.
Jest to sieć oparta na protokołach internetowych. Sieć korporacyjna może być pojedynczą siecią LAN, obejmującą jeden lub kilka budynków, może być to kilka sieci LAN połączonych łączami WAN. Sieć korporacyjna może być siecią, geograficznie bardzo rozległą, obejmująca zasięgiem kilka lub więcej odległych lokalizacji w obrębie jednego kraju, kontynentu lub, w przypadku dużych firm lub grup międzynarodowych, może być siecią o zasięgu globalnym.
Sieci korporacyjne tworzy się, gdy dostępne publiczne sieci telekomunikacyjne nie zapewniają wystarczających parametrów transmisji, bezpieczeństwa lub akceptowalnych kosztów.
Zwykle sieci te są połączone z Internetem, jednakże nie jest to niezmienną regułą. Istnieją sieci korporacyjne przedsiębiorstw, blisko związanych z agencjami wojskowymi lub wywiadowczymi, których wydzielone fragmenty lub całe sieci, ze względów bezpieczeństwa, nie mają żadnych połączeń z Internetem.
Użytkownik wewnątrz sieci, ma zwykle dostęp do wielu wewnętrznych usług sieciowych intranetu w tym poczty e-mail, zasobów dyskowych serwerów i stron WWW. Dostęp do Internetu jest opcjonalny, realizowany przez specjalny serwer lub router zwany bramą internetową (ang. Internet gateway). Podobnie opcjonalne jest przesyłanie i odbieranie wiadomości e-mail do/z Internetu (brama pocztowa).
Zasoby sieci korporacyjnej są zwykle dostępne wyłącznie dla użytkowników należących do jednej organizacji, czasem są częściowo udostępniane, w przypadku relacji B2B kooperującym podmiotom jako zasoby ekstranetu, dostępne poprzez wydzielone łącza pomiędzy sieciami firm lub poprzez Internet. Użytkownicy zdalni mogą łączyć się z siecią korporacyjną poprzez łącza dial-up lub, gdy sieć ma połączenie z Internetem, dzięki klientom sieci VPN poprzez dowolne łącze internetowe.